# Muye
Muye är ett stadsdistrikt i Xinxiang i Henan-provinsen i norra Kina.